# As Melhores Canções do Raiz Coral
As Melhores Canções do Raiz Coral é uma coletânea musical de maiores êxitos da banda Raiz Coral, lançada em setembro de 2015 pela gravadora Mess Entretenimento. O material soma canção de todos os discos inéditos gravados pelo grupo.

## Faixas
1. "Abertura (Singabahamba)"
2. "Pra Louvar"
3. "Caridade"
4. "Dê o Seu Melhor"
5. "A Coroa"
6. "Intro (Pequena Luz)"
7. "Pequena Luz 2"
8. "Te Louvo"
9. "Jesus, Breve Vai Voltar"
10. "Bendito"
11. "Jesus Meu Guia É"
12. "Tocou-Me"
13. "Vem Louvar"
14. "Singabahamba"
15. "Pequena Luz"